# C.J. Wilson
Christopher John Wilson (ur. 18 listopada 1980) – amerykański baseballista, który występował na pozycji miotacza.

## Przebieg kariery
Wilson studiował na Loyola Marymount University i Santa Ana College, gdzie w latach 1999–2001 grał w drużynach uniwersyteckich. W czerwcu 2001 został wybrany w piątej rundzie draftu przez Texas Rangers i początkowo występował w klubach farmerskich tego zespołu, między innymi we Frisco RoughRiders, reprezentującym poziom Double-A. W Major League Baseball zadebiutował 11 czerwca 2005 w meczu międzyligowym przeciwko Florida Marlins jako reliever. Do 2009 występował głównie jako closer.
Sezon 2010 rozpoczął w pięcioosobowej rotacji starterów, a rok później po raz pierwszy otrzymał powołanie do AL All-Star Team. W tym samym roku zagrał pierwszy mecz w playoff, w spotkaniu numer 2 American League Division Series przeciwko Tampa Bay Rays notując zwycięstwo.
W grudniu 2011 podpisał pięcioletni kontrakt wart 77,5 miliona dolarów z Los Angeles Angels of Anaheim.
Ze względu na kontuzje ramienia i łokcia, w lutym 2017 postanowił zakończyć zawodniczą karierę.

## Życie prywatne
Wilson jest taoistyczmym dewotą oraz wspiera ruch społeczny straight edge, który oznacza abstynencję od alkoholu, tytoniu i narkotyków. Na prawym ramieniu ma wytatuowany tekst wolny od trucizn w języku japońskim.

## Nagrody i wyróżnienia
| Nagroda/wyróżnienie | Lata       | Źródło |
| 2× All-Star         | 2011, 2012 | [ 2 ]  |